# Gina
Gina  è un nome proprio di persona italiano femminile. 

## Varianti
- Alterati: Ginetta
- Maschili: Gino[2]

### Varianti in altre lingue
- Inglese: Gina[1], Geena[1], Gena[1], Jeana[1], Jeanna[1]
- Lingue scandinave: Gina[1]

## Origine e diffusione
Si tratta di un ipocoristico di nomi terminanti in -gina, come Giorgina, Luigina, Regina e Igina; in alcuni casi, nella lingua inglese, vale anche per Virginia ed Eugenia. Le forme inglesi Jeana e Jeanna sono probabilmente influenzate dal nome Jean. In rari casi può essere accostato al termine greco γυνή (gyne), "donna".
Venne reso celebre a livello internazionale durante gli anni 1950 da Gina Lollobrigida.

## Onomastico
Il nome è adespota, cioè non è portato da nessuna santa, quindi l'onomastico si può festeggiare il 1º novembre ad Ognissanti. Alternativamente può essere festeggiato lo stesso giorno dei nomi di cui costituisce un ipocoristico.

## Persone

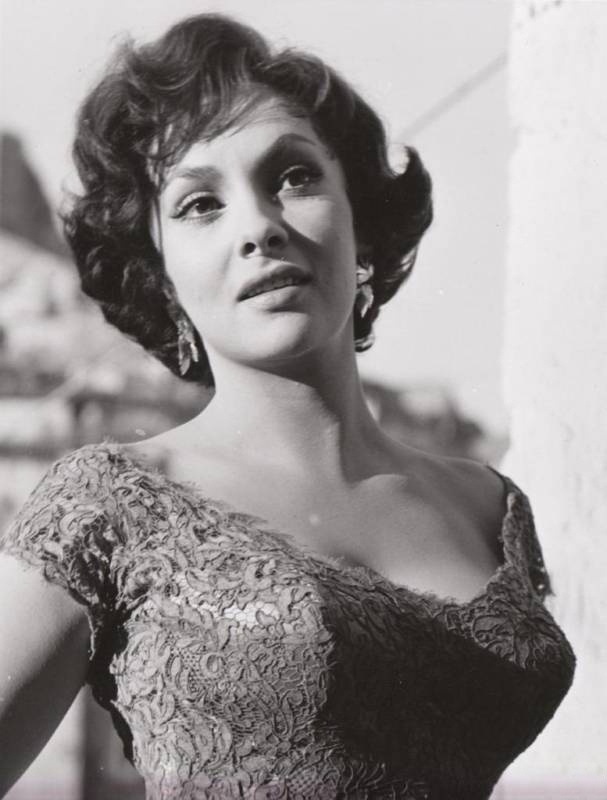
Gina Lollobrigida

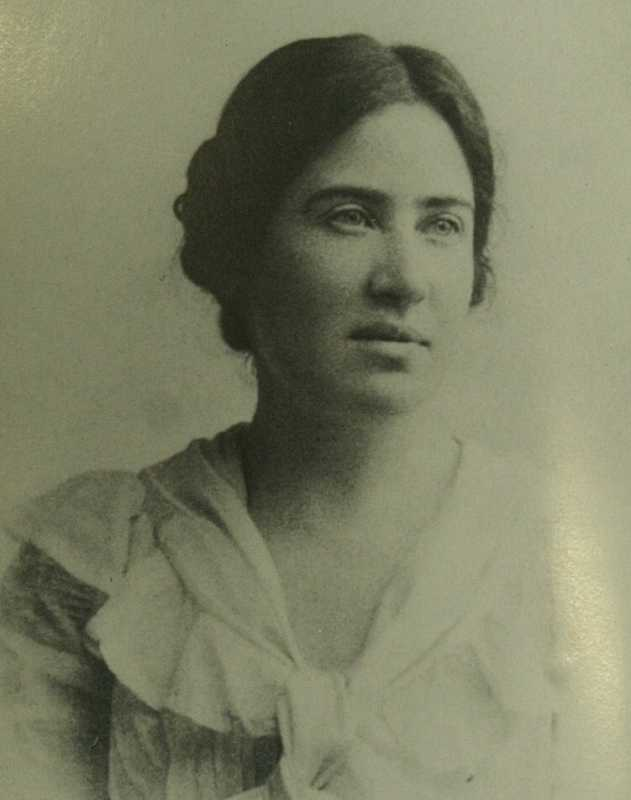
Gina Lombroso

- Gina Borellini, partigiana e politica italiana
- Gina Carano, attrice e lottatrice di arti marziali miste statunitense
- Gina Cigna, soprano francese
- Gina Gershon, attrice statunitense
- Gina Lollobrigida, attrice italiana
- Gina Lombroso, divulgatrice scientifica, medico e scrittrice italiana
- Gina Mascetti, attrice e doppiatrice italiana
- Gina McKee, attrice britannica
- Gina Rovere, attrice italiana
- Gina Sammarco, attrice italiana
- Gina Stechert, sciatrice alpina tedesca
- Gina Tiossi, governante di Eugenio Montale
- Gina Torres, attrice statunitense

### Varianti
- Geena Davis, modella e attrice statunitense
- Jeanna Fine, pornoattrice e ballerina statunitense
- Jeanna Giese, prima persona conosciuta a sopravvivere alla rabbia senza il vaccino
- Gena Lee Nolin, attrice e modella statunitense
- Gena Rowlands, attrice statunitense
- Jeana Yeager, aviatrice statunitense

## Il nome nelle arti
- Gina è un personaggio dell'omonima opera lirica di Francesco Cilea del 1889
- Gina Kincaid è un personaggio della serie televisiva Beverly Hills 90210.
- Gina Montana è un personaggio del film del 1983 Scarface, diretto da Brian De Palma.
- Gina Wild era uno pseudonimo utilizzato da Michaela Schaffrath, pornoattrice e attrice tedesca.